# Втори конен полк
Втори конен полк е български кавалерийски полк, формиран през 1883 година и взел участие в Сръбско-българската (1885), Балканската (1912 – 1913), Междусъюзническата (1913) и Първата (1915 – 1918) и Втората световна война (1941 – 1945).

## Формиране
Втори конен полк е формиран съгласно указ № 178 от 1883 г. от състава на разформирания Драгунски корпус и с указ № 234 от 1883 година в състав от 4 конни сотни.

## Балкански войни (1912 – 1913)
През Балканската война (1912 – 1913) полкът участва в Лозенградската операция, като на 9 октомври 1912 се сражава при Селиолу, а на 11 октомври при Куюн Гявур. На 12 октомври участва в преследването на турската армия източно от с. Енидже и от 16 до 18 октомври* в боевете при Люлебургас.

## Първа световна война (1915 – 1918)
През Първата световна война (1915 – 1918) последователно воюва на Македонския фронт (1915 – 1916) при Панчин гроб, Сурдулица, връх Букова глава, Враня, Куманово, Велес, Дяково, Дебър, Прилеп и Охрид, а през септември 1916 г. е прехвърлен на Добруджанския фронт и в състава на 1-ва Конна дивизия на генерал Иван Колев участва в боевете от Добрич до Мачин за освобождението на Добруджа – Курт бунар, Кочмар, Конак куюсу, Карапелит, Добрич, Чифут Куюсу, Кара Омер, Мангалия, Топрак Хисар, Узунлар, Кубадин, Мустафа-Ачи, кота 90, Мулчова, Текиргьол, Кюстенджа, Кара Мурад, Хърсово, Бабадаг, Попина, Черна, Гарван, Мачин, Тулча. По късно е предислоциран на Дойран.
При намесата на България във войната полкът разполага със следния числен състав, добитък, обоз и въоръжение:
| Числен състав                                      | Добитък   | Обоз                            | Въоръжение                           |
| -------------------------------------------------- | --------- | ------------------------------- | ------------------------------------ |
| Офицери: 28 Чиновници: 1 Подофицери и войници: 873 | Коне: 823 | Обикновени коли: 51 Товарни: 71 | Пушки и карабини: 508, Картечници: 7 |

## Между двете световни войни
На основание указ № 96 от 19 декември 1920 година полкът е реорганизиран във 2-ри жандармерийски конен полк, а през 1922 година във 2-ра жандармерийска конна група. През 1923 година участва в потушаването на Септемврийското въстание. През 1928 година е обратно реорганизиран във 2-ри конен полк. Подчинен е на 1-ва самостоятелна конна бригада. През 1937 г. на тържествена церемония Н.В. цар Борис ІІІ връчва новото знаме на полка на неговия командир подполковник Неделчо Г. Стаматов, който го предава в ръцете на фелдфебел Петър Л. Петров.

## Втора световна война (1941 – 1945)
След подписването на Крайовския договор на 7 септември 1940 г. полкът взема участие в заемането на територията на Южна Добруджа в посока с. Загоричане – с. Акаджилар – с. Алфатар – с. Кьосе Айдъм – гр. Добрич. По време на Втората световна война, в периода 194 – 1944 година полкът е в състава на 1-ви окупационен корпус, в подчинение на 1-ва конна бригада, като на 22 септември 1944 година се установява в Перник. От 1942 година командир на полка е полковник Илия Добрев, а от 1944 командването поема подполковник Никола Николов. Взема участие в първия период на войната срещу Германия, като част от състава му е придаден за усилване на 2-ра конна дивизия, а друга за усилване на 13-и пехотен рилски полк. От 23 септември 1944 година е на постоянен гарнизон в Лом. По времето, когато полкът отсъства от мирновременния си гарнизон, на негово място се формира 2-ри допълващ ескадрон.

## Наименования
През годините полкът носи различни имена според претърпените реорганизации:
- Втори конен полк (1883 – 1897)
- Втори конен на Н.Ц.В. Княгиня Мария Луиза полк (1897 – 19 декември 1920)
- Втори жандармерийски конен полк (19 декември 1920 – 1922)
- Втора жандармерийска конна група (1922 – 20 декември 1927)
- Втори конен полк (20 декември 1927 – 19 ноември 1932)
- Втори конен на Н.Ц.В. Княгиня Мария Луиза полк (19 ноември 1932 – 1945)

## Командири
Званията са към датата на заемане на длъжността.
| №   | звание       | име                  | дати                                   |
| --- | ------------ | -------------------- | -------------------------------------- |
| 1.  | Майор        | Константин Назаров   | от октомври 1880                       |
| 2.  | Майор        | Константин Дикенлейн | от октомври 1881                       |
| 3.  | Майор        | Николай Сулима       | от май 1882                            |
| 4.  | Ротмистър    | Георги Люцканов      | след 2 ноември 1885 – 14 октомври 1886 |
|     | Ротмистър    | Велико Кърджиев      | от 14 октомври 1886                    |
| 5.  | Майор        | Наум Никушев         | от октомври 1886                       |
| 6.  | Майор        | Христо Михайлов      | от май 1889                            |
| 7.  | Майор        | Тодор Стоев          | януари 1890 – януари 1901              |
| 8.  | Подполковник | Георги Чопов         | от януари 1901                         |
| 9.  | Подполковник | Стоян Данаилов       | от май 1902                            |
| 10. | Полковник    | Димитър Попов        | от юли 1904                            |
| 11. | Подполковник | Христо Морфов        | от декември 1905                       |
| 12. | Подполковник | Константин Михайлов  | март 1906 – май 1907                   |
| 13. | Полковник    | Недялко Тодоров      | 15 декември 1907 – 1913                |
| 14. | Полковник    | Генко Мархолев       | от април 1913                          |
| 15. | Подполковник | Никола Брадинов      | от януари 1915                         |
| 16. | Подполковник | Петър Стоянов        | от ноември 1916 (временен)             |
| 17. | Подполковник | Йосиф Петров         | юни 1917 – 1918                        |
| 18. | Полковник    | Александър Цанев     | от септември 1918                      |
| 19. | Подполковник | Александър Стоянов   | от март 1920                           |
| 20. | Подполковник | Константин Златанов  | от декември 1920                       |
| 21. | Подполковник | Иван Бошнаков        | от октомври 1921                       |
| 22. | Подполковник | Калчо Калчев         | април 1922 – 25 април 1923             |
| 23. | Подполковник | Никола Халачев       | от 25 април 1923                       |
| 24. | Подполковник | Александър Полянов   | от януари 1924                         |
| 25. | Подполковник | Никола Подгоров      | август 1928 – 1931                     |
| 26. | Полковник    | Петър Райчев         | 1931 – 1931                            |
|     | Полковник    | Димитър Порков       | 1932 – 1934                            |
|     | Подполковник | Владимир Стойчев     | от 1934                                |
|     | Подполковник | Марко Атанасов       | 17 април 1935 – 15 ноември 1935        |
|     | Подполковник | Неделчо Стаматов     | 1935 – 1938                            |
|     | Подполковник | Стоян Иванов         | 1938 – 1942                            |
|     | Полковник    | Илия Добрев          | 1942 – 1943                            |
|     | Полковник    | Донко Кафеджиев      | 1943 – 1944                            |
|     | Подполковник | Христо Радев         | 1944                                   |
|     | Подполковник | Никола Николов       | 1944 – 1945?                           |